# داگلاس کندی (هنرپیشه)
داگلاس کندی (انگلیسی: Douglas Kennedy؛ ۱۴ سپتامبر ۱۹۱۵ – ۱۰ اوت ۱۹۷۳) یک هنرپیشه اهل ایالات متحده آمریکا بود. از فیلم‌های او می‌توان به متکبرها و آخرین واگن اشاره نمود.